# Asia (Miami)
Asia es una torre de Miami, Florida, Estados Unidos. Es un edificio residencial. Tiene un total de 46 plantas y 147 metros de altura. La Torre Asia está situada en el 900 Brickell Bay Center, en el centro de Miami.